# Coetupo
Coetupo, ook  Isla Venado, officieel Coetupu o Isla Venado, is een plaats (lugar poblado) in de gemeente (distrito) Gunayala (provincie Gunayala) in Panama. In 2010 was het inwoneraantal 850. 